# Lecanora farinaria
Lecanora farinaria är en lavart som beskrevs av Borrer. Lecanora farinaria ingår i släktet Lecanora och familjen Lecanoraceae.  Arten är reproducerande i Sverige. Inga underarter finns listade i Catalogue of Life.